# Buntgras
Buntgras (Corynephorus canescens) is een dicht pollenvormende vaste plant die behoort tot de grassenfamilie (Poaceae). De soort is goed aangepast aan droge omstandigheden. De plant komt van nature voor in het westen van Europa, vanaf Zuid-Scandinavië tot in het Middellandse Zeegebied. De soort staat op de Nederlandse Rode lijst van planten als algemeen voorkomend en matig afgenomen. De plant is zo smakeloos dat hij zelfs niet door schapen wordt gegeten. Het aantal chromosomen is 2n = 14.
De grijs-blauwgroene plant wordt 10-35 cm hoog en vormt geen wortelstokken. De bladscheden zijn roodachtig-purper, iets ruw en onbehaard. Het spitse tongetje is 2 mm lang. De zeer stijve, borstelvormig opgerolde bladeren zijn zilverig grauwgroen en ruw. Ze zijn ongeveer 0,5 mm breed en 6 cm lang.
Buntgras bloeit in juni en juli. De 2-8 cm lange bloeiwijze is voor en na de bloei samengetrokken. De vaak roodachtig aangelopen, zilvergrijze bloeiwijze is een pluim. De aartjes zijn 3-4 mm lang en bestaan uit twee bloempjes. De 4 mm lange, violette kelkkafjes zijn eens zo lang als het onderste kroonkafje. De kafnaald van het onderste kroonkafje is tweedelig. Het onderste deel is stevig en gedraaid en heeft aan de top een krans van korte haartjes. Boven deze krans is het kroonkafje knotsvormig en verbreed. Het knotsvormige deel fungeert als mierenbroodje. De 1,6 mm lange helmhokjes zijn bruin.
De plant komt voor op droge, meestal kalkarme zandgrond. In de duinen en op stuifzand komt de plant het meeste voor.

## Plantensociologie
Buntgras is een kensoort voor de klasse van droge graslanden op zandgrond (Koelerio-Corynephoretea), een groep van plantengemeenschappen van droge graslanden op oligotrofe zandgronden.
Het is tevens een indicatorsoort voor struisgrasvegetaties (ha) subtype Buntgrasverbond, een karteringseenheid in de Biologische Waarderingskaart (BWK) van Vlaanderen en het Brussels Hoofdstedelijk Gewest.

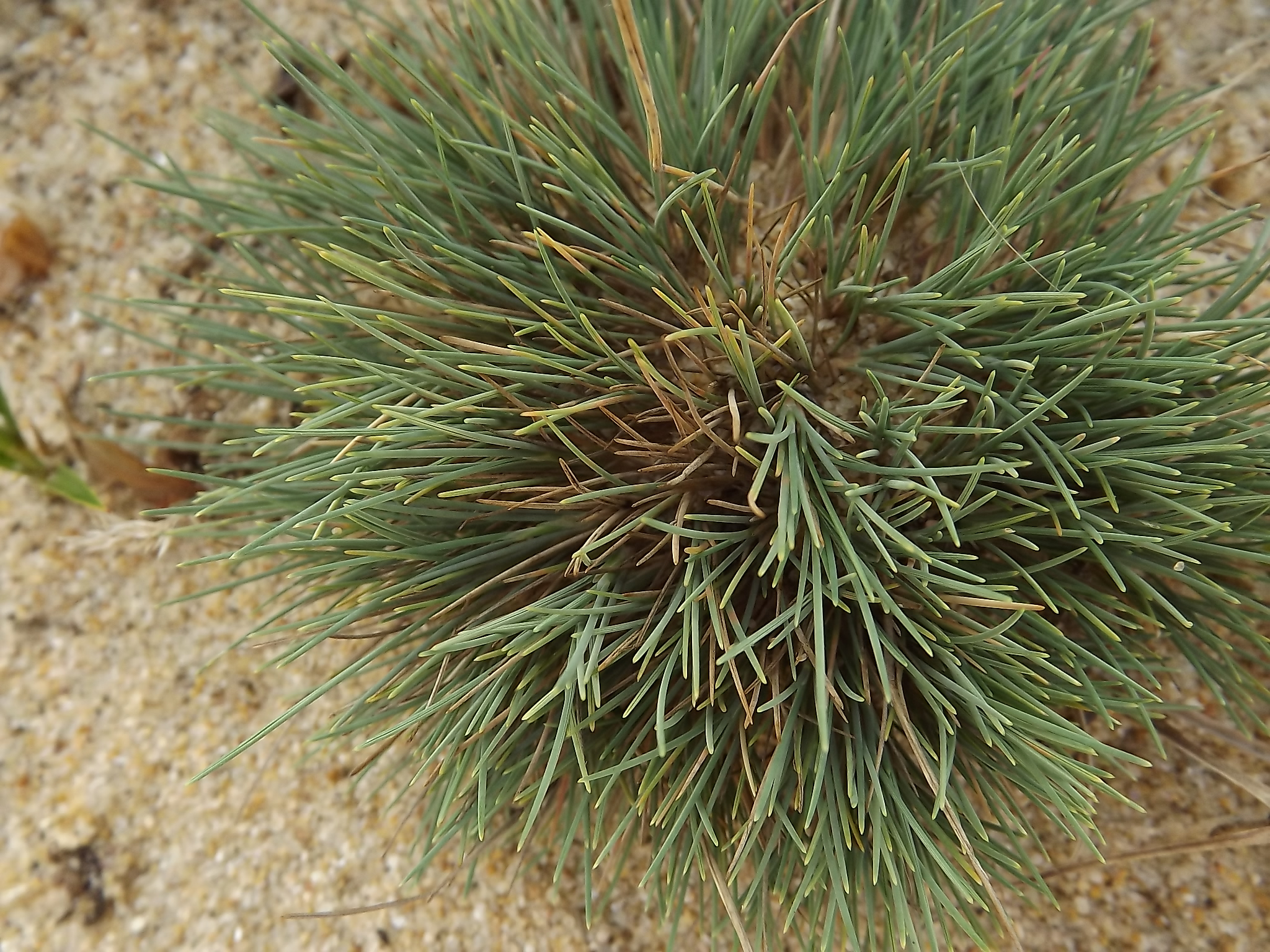
Plant
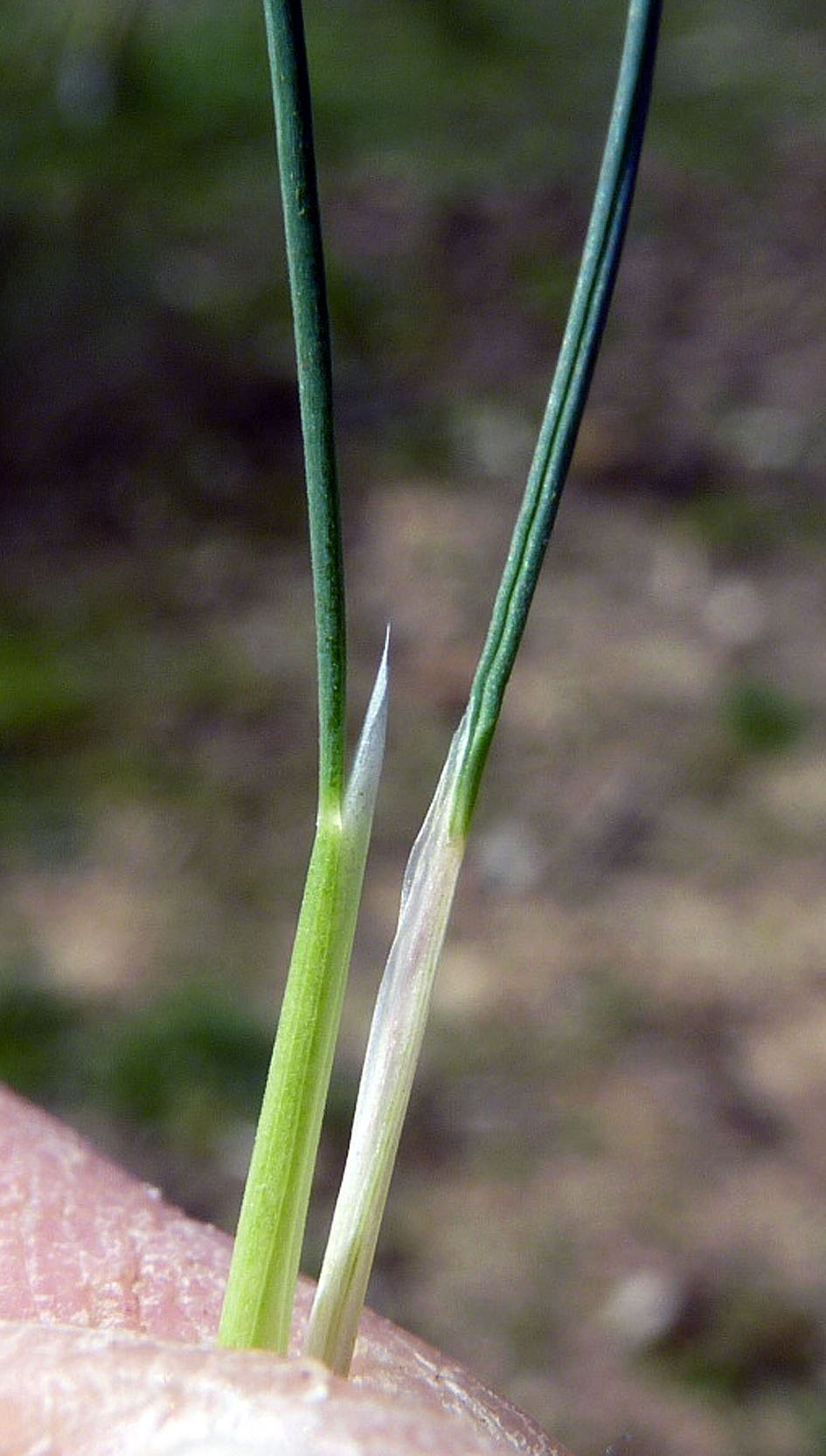
Tongetje
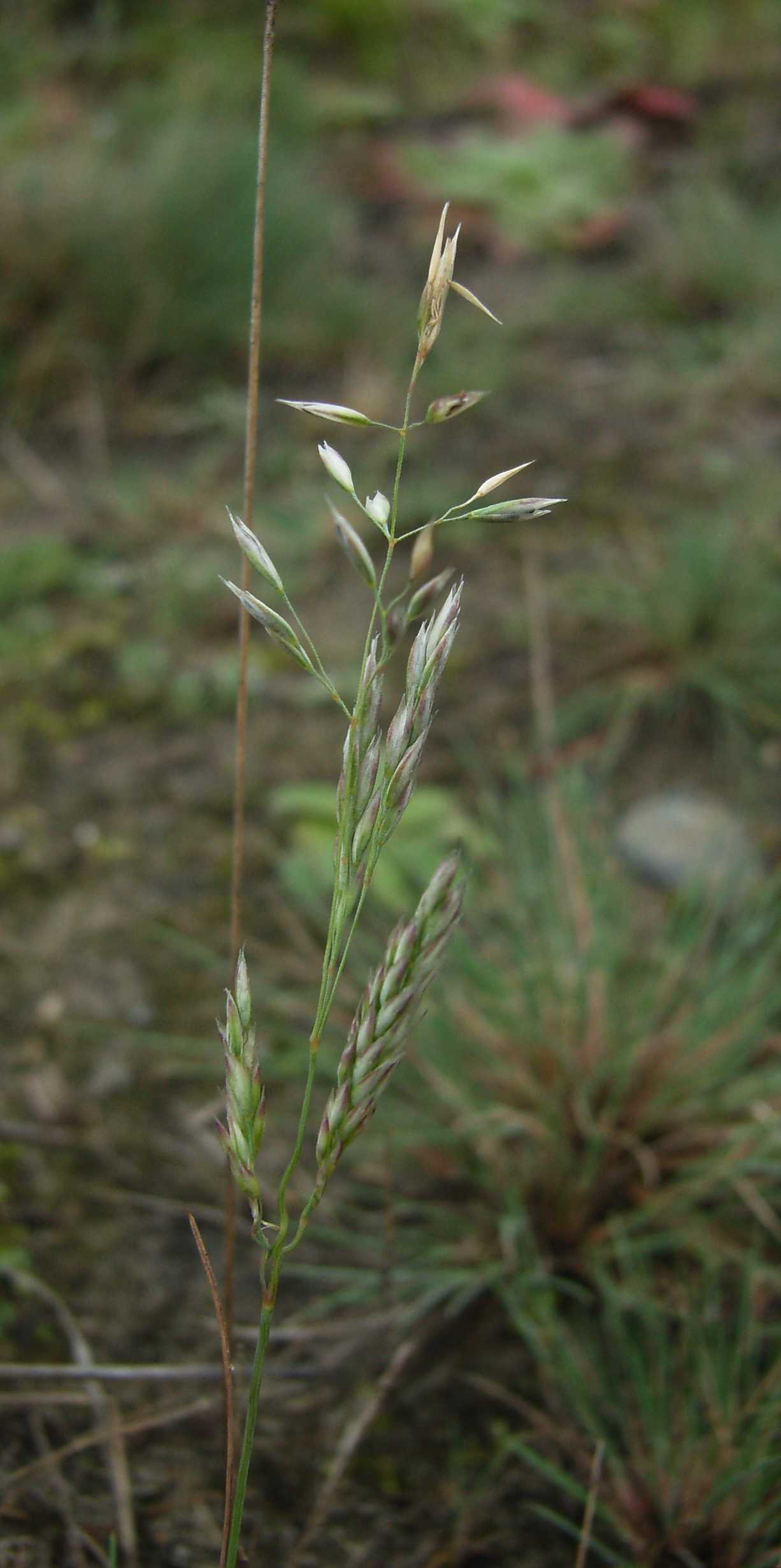
Pluim